# Anopheles mousinhoi
Anopheles mousinhoi is een muggensoort uit de familie van de steekmuggen (Culicidae). De wetenschappelijke naam van de soort is voor het eerst geldig gepubliceerd in 1940 door de Meillon & Pereira.